# Elżbiecin (obwód wołyński)
Elżbiecin (ukr. Єлизаветин) – wieś na Ukrainie, w obwodzie wołyńskim, w rejonie rożyszczeńskim.